# Clemens Gull

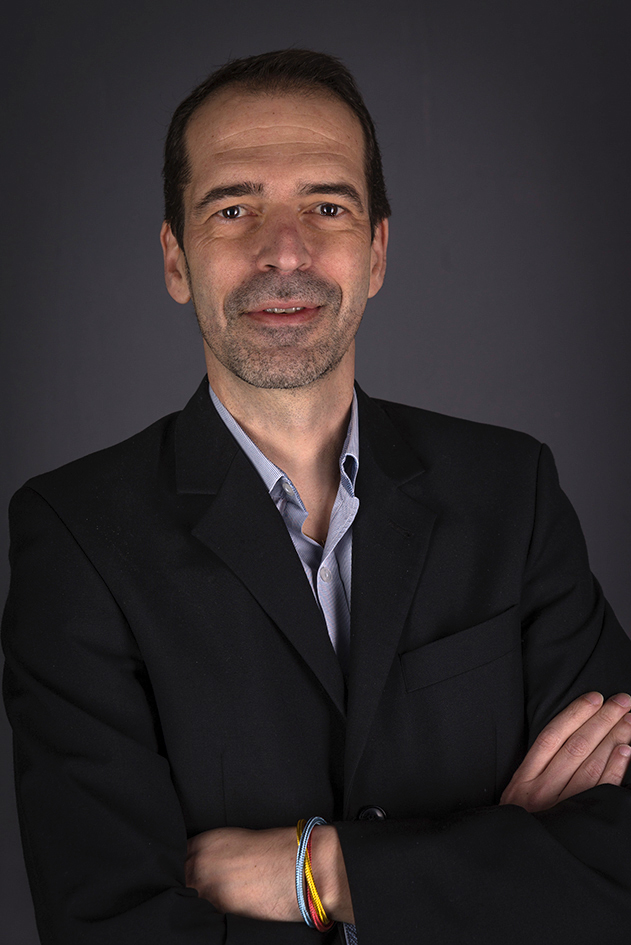
Clemens Gull

Clemens Gull (* 13. Juli 1969 in Salzburg, Österreich) ist ein österreichischer Informatiker und Autor.

## Leben
Nachdem Clemens Gull seine Ausbildung als Kaufmann beendet hatte, lebte er fast ein Jahr in Frankreich. Danach arbeitete er für verschiedene Unternehmen als Programmierer, bevor er im Bereich der IT ein eigenes Unternehmen gründete.
2001 begann er mit seiner Lehrtätigkeit an der Höheren Technischen Lehranstalt Salzburg, wo er in den Bereichen Informatik, Webdesign und Technologie & Phänomenologie unterrichtete.
2008 graduierte er an der Fachhochschule Salzburg (Studiengang Informationstechnologie & Systemmanagement) zum Diplomingenieur (FH) mit dem Thema „Ausbildungspfade im Web 2.0: Eine praktische Umsetzung mit Mitteln der Kollektiven Intelligenz“.
2009 übernahm Clemens Gull einen Lehrauftrag an der Fachhochschule Salzburg (Studiengang Informationstechnologie & Systemmanagement) im Bereich der Medieninformatik.
2010 graduierte er am selben Studiengang zusätzlich zum Diplomingenieur mit dem Thema „Konzeption und prototypische Umsetzung eines selbstlernenden Systems zur kontextsensitiven Suche in unstrukturierten Texten“.
Seit 2009 verfasst Clemens Gull Bücher zum Thema Softwareentwicklung im World Wide Web beim Franzis-Verlag.
Nach seiner Lehrtätigkeit bis 2015 war er für 2 Jahre Software Lead Developer bei der Baudatenbank Österreich einem Unternehmensbereich der Weka Group.
Seit 2017 ist er Software Engineer beim Unternehmen fiskaltrust consulting gmbh und für den Aufbau des französischen Unternehmensbereichs zuständig. Dabei beschäftigt er sich intensiv mit der Absicherung von Registrierkassen und Kassensoftware gegen Umsatzsteuerbetrug.
Ende 2022 verließ Clemens Gull das Unternehmen und betreut seit Februar 2023 im Unternehmen DISH digital solutions gmbh die Fiskalisierung in den Kassensystemen der DISH-Reihe für ganz Europa.

## Schriften
- Clemens Gull: Ausbildungspfade im Web 2.0: Eine praktische Umsetzung mit Mitteln der Kollektiven Intelligenz; Salzburg, August 2009; ISBN 978-3-8366-7382-2, 1. Auflage
- Clemens Gull: PHP für WordPress: Den PHP-Code von WordPress verstehen und anpassen: Themes und Templates selbst entwickeln; Poing, November 2009; ISBN 978-3-645-60011-8, 1. Auflage
- Clemens Gull: Joomla!-Extensions mit PHP entwickeln: Module, Plugins und Komponenten nach eigenen Vorstellungen programmieren; Poing, Januar 2010; ISBN 978-3-645-60004-0, 1. Auflage
- Clemens Gull: Webseiten-Layout mit CSS – Der perfekte Einstieg in Cascading Style Sheets – Berücksichtigt CSS 3; Poing, Juli 2010; ISBN 978-3-7723-7568-2, 1. Auflage
- Stefan Münz, Clemens Gull: HTML 5 Handbuch – Die neuen Features von HTML5, umfangreicher Referenzteil für HTML und CSS zum Nachschlagen, anspruchsvolle Web-Layouts umsetzen, Audio- und Videodaten ohne Flash einbinden; Poing, November 2010, ISBN 978-3-645-60079-8
- Clemens Gull: WordPress-Tricks und -Tweaks: 130 Hacks und Tweaks für WordPress 3!; Poing, Januar 2011; ISBN 978-3-645-60076-7, 1. Auflage
- Clemens Gull: Web-Applikationen entwickeln mit NoSQL; Haar bei München, Juli 2011; ISBN 978-3-645-60104-7, 1. Auflage
- Stefan Münz, Clemens Gull: HTML 5 Handbuch – 2. überarbeitete und erweiterte Auflage; Haar bei München, 28. November 2011, ISBN 978-3-645-60151-1
- Clemens Gull: Webseiten erstellen mit WordPress; Haar bei München, 12. Dezember 2011; ISBN 978-3-645-60152-8, 1. Auflage
- Clemens Gull: BigData mit JavaScript visualisieren; Haar bei München, 6. Oktober 2014; ISBN 978-3-645-60347-8, 1. Auflage